# James Spriggs Payne

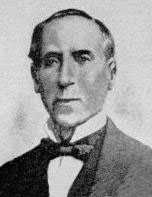
President James Spriggs Payne (1819-1882)

James Spriggs Payne (Richmond, Virginia 15 oktober 1819 - Monrovia, Liberia 31 januari 1882) was de vierde president van Liberia van 6 januari 1868 tot 3 januari 1870 en de achtste president van Liberia van 3 januari 1876 tot 7 januari 1878.

## Biografie
Payne werd geboren in Richmond, Virginia in de Verenigde Staten van Amerika op 15 oktober 1819. Hij was van gemengde afkomst. Zijn vader was een methodistische diaken en hij groeide op in een streng gelovig milieu. In 1829 ging hij met zijn familie naar Liberia waar zij zich vestigden in Monrovia. Payne werd opgeleid in de theologie en toonde een grote interesse in politiek en economie.
Hij was een periode assistent secretaris van de agent van de American Colonization Society in Liberia, het nominale hoofd van de settlers. Na de onafhankelijkheid van Liberia in 1847 deed hij zijn intrede in de politiek en daarnaast was hij werkzaam als schrijver. In 1867 werd Payne, een lid van de Republican Party, tot president van Liberia gekozen. Zijn ambtstermijn ving aan op 6 januari 1868 en duurde tot 3 januari 1870. Hoewel hij zich in 1869 kandidaat stelde voor herverkiezing, werd hij niet herkozen. Voor hem in de plaats werd Edward James Roye gekozen. Roye zou de eerste president worden namens de True Whig Party. Zijn beleid was echter wel succesvol: hij verbeterde de contacten met de volkeren in de binnenlanden en wist de handel met Europa te intensiveren. 
In 1875 werd Payne opnieuw tot president gekozen. Zijn tweede ambtstermijn duurde van 3 januari 1876 tot 7 januari 1878. In 1877 stelde hij zich wederom kandidaat voor herverkiezing, maar verloor van Anthony William Gardiner van de True Whig Party. Payne was de laatste president van Republican Party. Van 1878 tot 1980 werd het ambt van president louter bekleed door leden van de True Whig Party. Tijdens zijn tweede ambtsperiode kwam het tot een ernstig conflict met de Britten. Hij liet beslag leggen op een Britse schoener, de Elizabeth, die in de territoriale wateren van Liberia voer. De Britten stuurden enkele oorlogsschepen naar Liberia en onder die druk moest Payne de schoener Elizabeth teruggeven aan de Britten.
Zijn vicepresident tijdens zijn eerste termijn was Joseph T. Gibson en tijdens zijn tweede termijn Charles H. Harmon.
Zijn hele leven lang was Payne betrokken bij het Methodistische kerkgenootschap in Liberia. In 1880 vertegenwoordigde hij de methodistenkerk tijdens een conventie van de Methodist Episcopal Church in Cincinnati, Ohio en een jaar later werd hij gekozen tot hoofd van het Methodistisch kerkgenootschap in Liberia.
James Spriggs Payne overleed op 31 januari 1882 in Monrovia.